# John Doaninoel
John Doaninoel SM (* 1. März 1950 in Timputz, Papua-Neuguinea; † 7. August 2018 in Honiara) war Weihbischof in Honiara, Salomon-Inseln.

## Leben
John Doaninoel trat der Ordensgemeinschaft der Maristenpatres bei, legte die Profess am 2. Februar 1974 ab und empfing am 20. Dezember 1980 die Priesterweihe.
Papst Benedikt XVI. ernannte ihn am 6. Dezember 2007 zum Weihbischof in Rabaul und Titularbischof von Girus Tarasii. Die Bischofsweihe spendete ihm der Erzbischof von Rabaul, Karl Hesse MSC, am 8. März des nächsten Jahres; Mitkonsekratoren waren Erzbischof Francisco Montecillo Padilla, Apostolischer Nuntius in Papua-Neuguinea und auf den Salomonen, und Henk Kronenberg SM, Bischof von Bougainville.
Am 9. Juni 2011 wurde er zum Weihbischof in Honiara ernannt. Am 7. August 2018 erlag er dort einem langen Krebsleiden.